# Побутовий газгольдер
Побутовий газгольдер (міні-газгольдер)
 — це прилад у вигляді ємності що призначена для зберігання газу для потреб окремого домашнього господарства . Зазвичай монтується на присадибній ділянці дому. В розвинених країнах світу головним завданням побутового газгольдера є річне забезпечення господарства газом, при умові його закачки влітку коли ціни на газ найнижчі і пропозиція його на ринку найбільша. Газгольдер може бути як автономним, так і мати підключення до централізованої газової мережі побутового споживання.

## Принцип роботи
Принцип роботи газгольдера абсолютно такий ж як у звичайного газового балона, різниця лише в розмірах, газгольдер має в десятки раз більший об'єм ніж стандартний газовий балон. Якщо місткість побутових газових балонів вимірюється зазвичай у літрах або десятках літрів, то обсяг побутового газгольдера – кілька кубометрів (тисяч літрів). Газгольдер повинен бути обладнаний в суворій відповідності з правилами безпеки.Згідно техніки безпеки газгольдер має бути надійно убезпеченим від сонячних променів. 

## Використання
Встановлення побутового газгольдера є найбільш доцільним в приватних будинках в яких вже є обладнання газового опалення, тобто побутовий газгольдер це чудове рішення як доповнення до існуючої системи газового опалення. Всупереч помилковій думці домашній газгольдер є невдалим вибором для системи опалення дач (будинків без постійних мешканців). Так як купівля газового обладнання і газгольдера для не регулярного користування є дуже фінансово затратним рішенням, а газове обладнання яке перебуває в частому простої схильне до поломок, для дачі набагато дешевший і безпечніший вибір це твердопаливний котел. До того ж ціна природного газу щорічно збільшується. На відміну від газового обладнення, твердопаливні котли чудово працюють при не регулярному опалені дачних будинків, часті простої їм не шкодять. 
Використання побутового газгольдера це новітня технологія раціоналізації газового опалення. Застосування цієї технології забезпечує зниження навантаження на газотранспортну систему держави взимку, це стосується і навантаження на газопроводи так і навантаження на централізовані газові сховища. По суті навантаження перерозподіляється з централізованих загальнодержавних газових сховищ "мега газгольдерів" на компактні побутові газгольдери побутового користування. Сучасна практика розвинених країн світу практика розвинених країн світу показує що застосування централізованих газових сховищ і побутових газгольдерів чудово вирішує завдання накопичення великих кількостей газу, потрібних для вирівнювання значних сезонних коливань у споживанні газу. Слід зазначити що останні десятиріччя відбувається постійний прогрес країн світу в питанні енергозбереження і раціонального використання газових ресурсів. Розмір залишкового тиску в газгольдері, зазвичай, збігається з величиною тиску газу міської мемережі. Побутові газгольдери зазвичай виготовляються з металу, використання інших матеріалів є рідкістю. Основним обчислювальним параметром для встановлення побутового газгольдера є об'єм газового бака. Відповідно до стандартів, розрахунок проводиться з акцентом на метр квадратний корисної площі опалювального житла . Газгольдер може бути розрахований на одну заправку в рік, або в два роки. 